# Franciszek Jun
Franciszek Jun (ur. 16 września 1880 w Ustrzykach Dolnych, zm. 14/15 sierpnia 1941 w Czarnym Lesie) – polski nauczyciel.

## Życiorys
Urodził się 16 września 1880 w Ustrzykach Dolnych. Był synem Jana (ok. 1900 budowniczy w Wańkowej, w Ropience). Kształcił się w C. K. Gimnazjum w Sanoku, gdzie w 1901 ukończył z odznaczeniem VIII klasę i zdał egzamin dojrzałości (w jego klasie byli m.in.: Marian Dienstl-Dąbrowa, Roman Saphier, Samuel Seelenfreund). 
Z wykształcenia był nauczycielem filologii klasycznej jako przedmiotów głównych. Pracę w szkolnictwie rozpoczął 1 września 1905. Pracował jako zastępca nauczyciela w C. K. Gimnazjum w Wadowicach. W drugim półroczu 1907/1908. 15 lutego 1909 został przeniesiony do C. K. Gimnazjum w Mielcu. Nauczał tam języków łacińskiego, greckiego, polskiego i niemieckiego. Jako egzaminowany zastępca nauczyciela 1 września 1911 został przeniesiony z Mielca do C. K. I Gimnazjum w Stanisławowie z polskim językiem wykładowym. W randze nauczyciela rzeczywistego uczył tam języków łacińskiego, greckiego, polskiego
Podczas I wojny światowej 28 sierpnia 1916 został przydzielony ze Stanisławowa do macierzystego Gimnazjum w Sanoku, a 19 czerwca 1917 został zatwierdzony w zawodzie nauczycielskim i otrzymał tytuł c. k. profesora. W roku szkolnym 1916/1917 w szkole uczył języka polskiego i języka łacińskiego. Do 1918 był ponownie profesorem gimnazjum stanisławowskiego. Został odznaczony austriackim Krzyżem Jubileuszowym dla Cywilnych Funkcjonariuszów Państwowych.

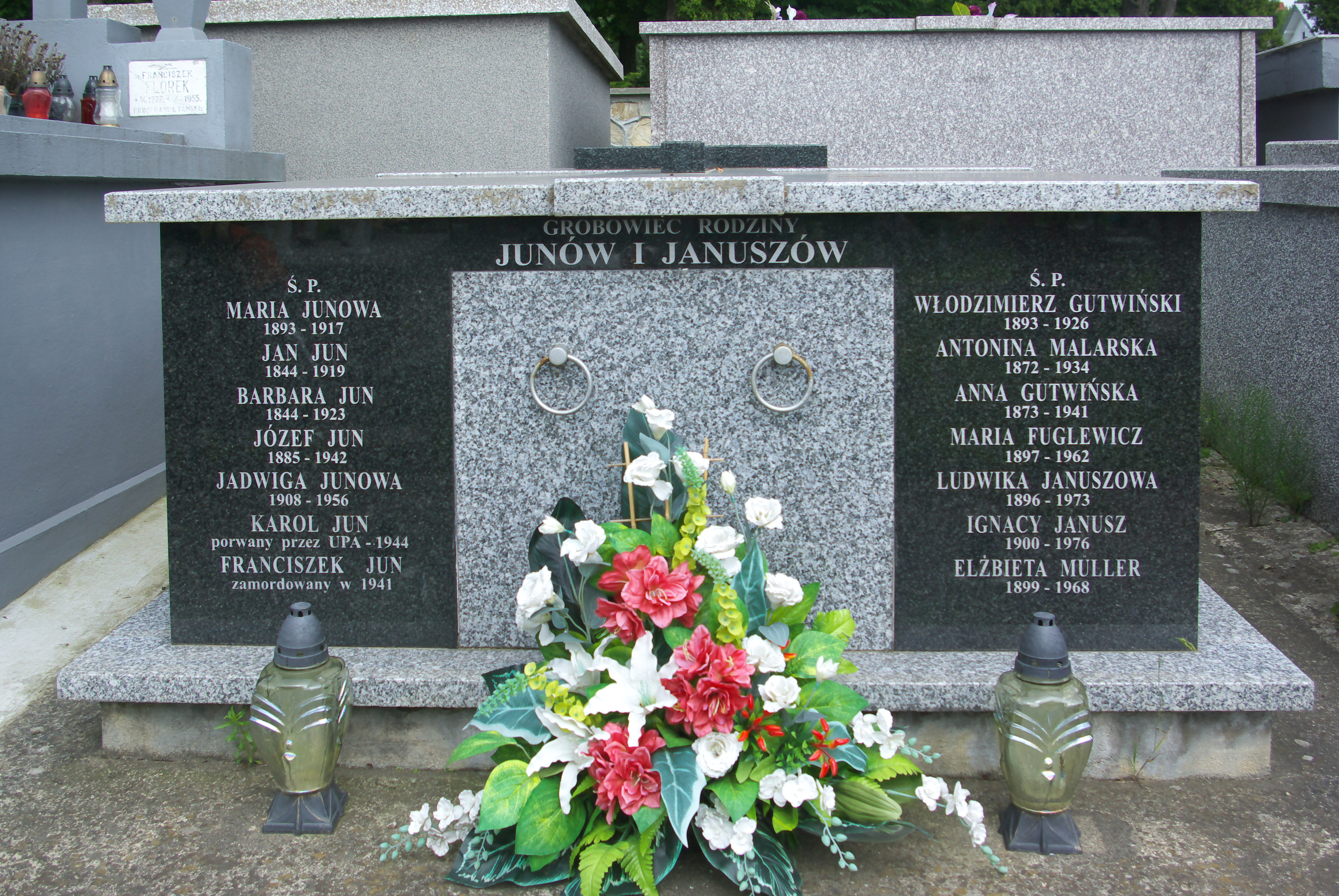
Symboliczne upamiętnienie Franciszka Juna na grobowcu rodzinnym w Sanoku

Po odzyskaniu przez Polskę niepodległości nadal był profesorem zakładu w Stanisławowie, przemianowanego na I Państwowe Gimnazjum im. Mieczysława Romanowskiego, ucząc łaciny i greki, był też zawiadowcą gabinetu archeologicznego. Równolegle sprawował stanowisko kierownika Prywatnego Gimnazjum Żeńskiego im. Elizy Orzeszkowej z prawem publiczności (założonego w 1906 przez TNSW). W Państwowym Gimnazjum uczył do września 1927, po czym urlopowany na rok 1927/1928 pełnił wyłącznie obowiązki kierownika ww. Gimnazjum Żeńskiego. Od roku szkolnego 1928/1929 ponownie był profesorem Gimnazjum im. Romanowskiego. 15 lipca 1929 został mianowany tymczasowym kierownikiem tego gimnazjum. 27 listopada 1930 został mianowany dyrektorem tej szkoły i sprawował stanowisko od 1 grudnia 1930. W zakładzie nadal wykładał język polski. Stanowisko dyrektora piastował do 1939.
Podczas II wojny światowej i nastaniu okupacji niemieckiej został zamordowany w dokonanej przez Niemców egzekucji w Czarnym Lesie pod Pawełczem w nocy 14/15 sierpnia 1941.
Franciszek Jun został symbolicznie upamiętniony inskrypcją na grobowcu rodzinnym na Cmentarzu Centralnym w Sanoku.